# 路边微皿蛛
路边微皿蛛（学名：Microneta viaria）为皿蛛科微皿蛛属的动物。分布于欧洲、俄罗斯、日本以及中国大陆的新疆等地，常生活于草丛。其生存的海拔范围为1100至470米。该物种的模式产地在欧洲。